# セントラル文庫
セントラル文庫（セントラルぶんこ）は、かつて愛知県名古屋市中区に存在した出版社、もしくはそこで出版されていた漫画単行本レーベル。主に貸本漫画を出版した。

## 概要
出版取次であった東海書籍販売を前身とする。日の丸文庫と袂を分かった漫画家の久呂田まさみが社長の立石栄吉を口説き、1957年に貸本出版社として創業したとされているが実際には昭和２3年には「立石書店出版部」、昭和29年頃には「中部出版社」名義で出版活動を行っていた。
昭和32年、社名を「セントラル出版社」に変更したのち、劇画短編誌『街』を出版しヒット作となる。その売上に気をよくした立石は取次の仕事を止め出版業に専念するが、貸本漫画ブームの衰退と共に事業は縮小し1962年10月に一旦出版を中止し整理がなされたが、その後住所を神田に移し横山まさみちの単行本等を1964年初頭まで出版活動を続けた。

## エピソード
- バロン吉元、武本サブロー、真崎守、荒木伸吾、等の漫画家を輩出した。
- さいとうたかを、辰巳ヨシヒロ、松本正彦が上京する際の資金提供をしたことでも知られる。

## 出版物
- 『街』全63号
- 『渚』全17号　本誌のほかに別冊表記の物が数冊あり
- 『白鳥』シリーズ
- 『一文字』シリーズ